# Новое письмо лы

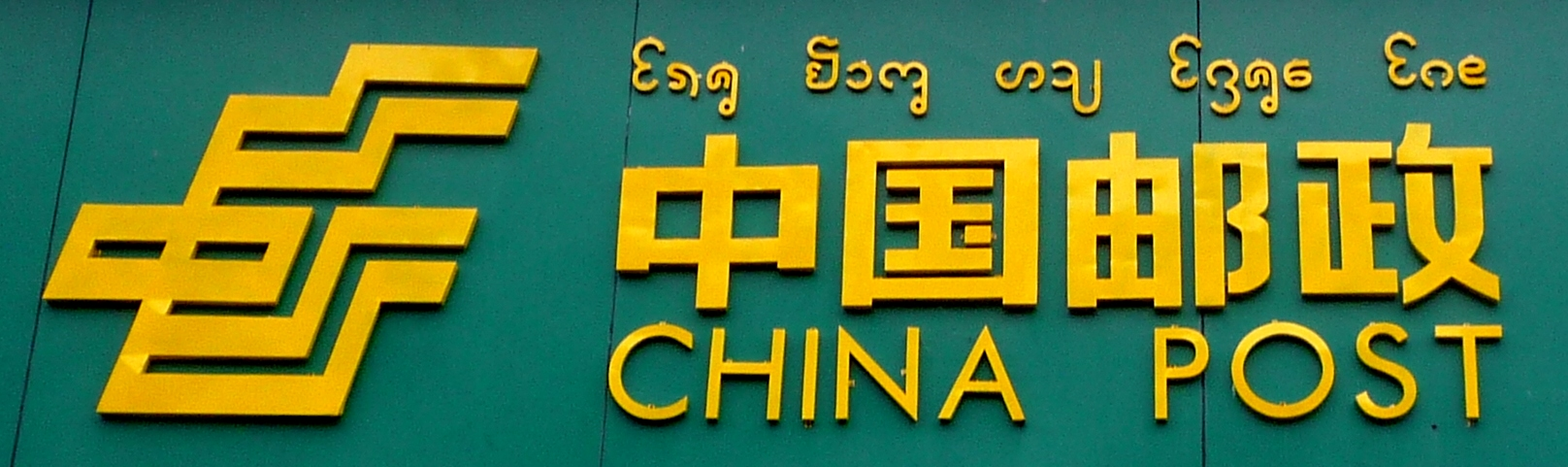
Логогип China Post на новом письме лы в Юньнани.

Новое письмо лы — письмо, используемое для записи языка лы, на котором говорит группа дайцев, проживающих, преимущественно, в Сишуанбаньна-Дайском АО, Китай. Письмо разработано в Китайской Народной Республике в 1950-х на основе традиционного письма ланна, с целью его упрощения. Новое письмо лы является основным в официальных сферах коммуникации среди носителей языка лы в Китае. В Бирме, Лаосе, Таиланде и Вьетнаме для записи лы до сих пор используют письмо ланна.

## История
С XII—XIV веков для записи языка лы использовалось письмо ланна (также известное как «старое письмо лы»), развившееся, в свою очередь, из монского письма. Созданное изначально для записи на лы буддийских текстов, это письмо получило широкое распространение: оно использовалось для записи законов и различных светских текстов в местных государствах. Кроме того, существовала традиция обучения большинства мальчиков письму при буддийских храмах, поэтому уровень владения ланна среди носителей языка лы был достаточно высоким. В 1952 году письмо ланна стало официальным в государственных начальных школах в районе проживания лы. Вместе с тем, в письме ланна было много архаичных черт — больше количество омофонов и омографов, многовариантность записи ряда фонем и слогов, некоторые фонематические различия не фиксировались. Так, например, в традиционном письме было вдвое больше знаков для финалей, чем в живой речи. В 1953 году началась проработка реформы письменности для лы. Ответственные за реформу отмечали, что речь идёт не о разработке принципиально нового письма, а лишь о его совершенствовании. Кроме того, было обещано, что реформа затронет лишь официальные сферы использования языка — применение его в государственных органах и образовании, а в сфере религии останется старое письмо. В октябре 1954 года проект нового алфавита, составленного с помощью китайского лингвиста Фу Маоцзи, был подготовлен.
На практике новый проект имел 6 существенных отличий от старого письма:
1. упразднён 21 знак, использовавшийся только в заимствованиях из индоарийских языков и введены 3 знака для звуков, присутствующих в языке лы, но ранее отдельного начертания не имевшие,
2. знаки для гласных звуков, ранее писавшиеся над и под знаками для согласных, стали писаться до и после них, в одну строку,
3. унифицировано написание составных гласных,
4. унифицировано написание согласных в финалях
5. отменено многосложное написание заимствований из индоарийских языков
6. изменено обозначение тонов[3].

Несмотря на то, что столь радикальная реформа не была поддержана частью дайского сообщества, после апробации в двух школах она была одобрена Государственным комитетом по делам национальностей в июне 1955 года и с 1956 года введена во всех дайских начальных школах Сишуанбаньна-Дайского АО. В 1966—1977 годах новое письмо лы не преподавалось по политическим причинам. Возвращение нового письма лы в школы началось в 1978 году и шло медленно, через 8 лет его изучали лишь 35 % школьников-дайцев. Также новое письмо лы применялось лишь в официальных сферах, а в неофициальных дайцы продолжали пользоваться письмом ланна. В 1985 году власти Сишуанбаньна-Дайского АО провели опрос общественного мнения по вопросу письменности для лы, в результате которого выяснилась подавляющая поддержка письма ланна, хотя на ланна было грамотно лишь 5 % населения, а на новом письме лы — 25 %. В мае 1986 года власти согласились заменить новое письмо лы письмом ланна, что привело к параллельному использованию двух систем письма (например школьные учебники на ланна появились только в 1990 году). С конца 1980-х старое письмо стало использоваться всё больше, но с середины 1990-х ситуация вновь начала меняться. Так, местная газета на лы в январе 1992 года стала печататься на ланна, в апреле 1995 сразу на двух системах письма, а с января 1996 вновь только на новом письме лы. Юньнаньское издательство литературы на языках национальных меньшинств также издаёт книги именно на новом письме лы. Таким образом, новое письмо лы вернулось в большинство официальных сфер применения.

## Принцип письма

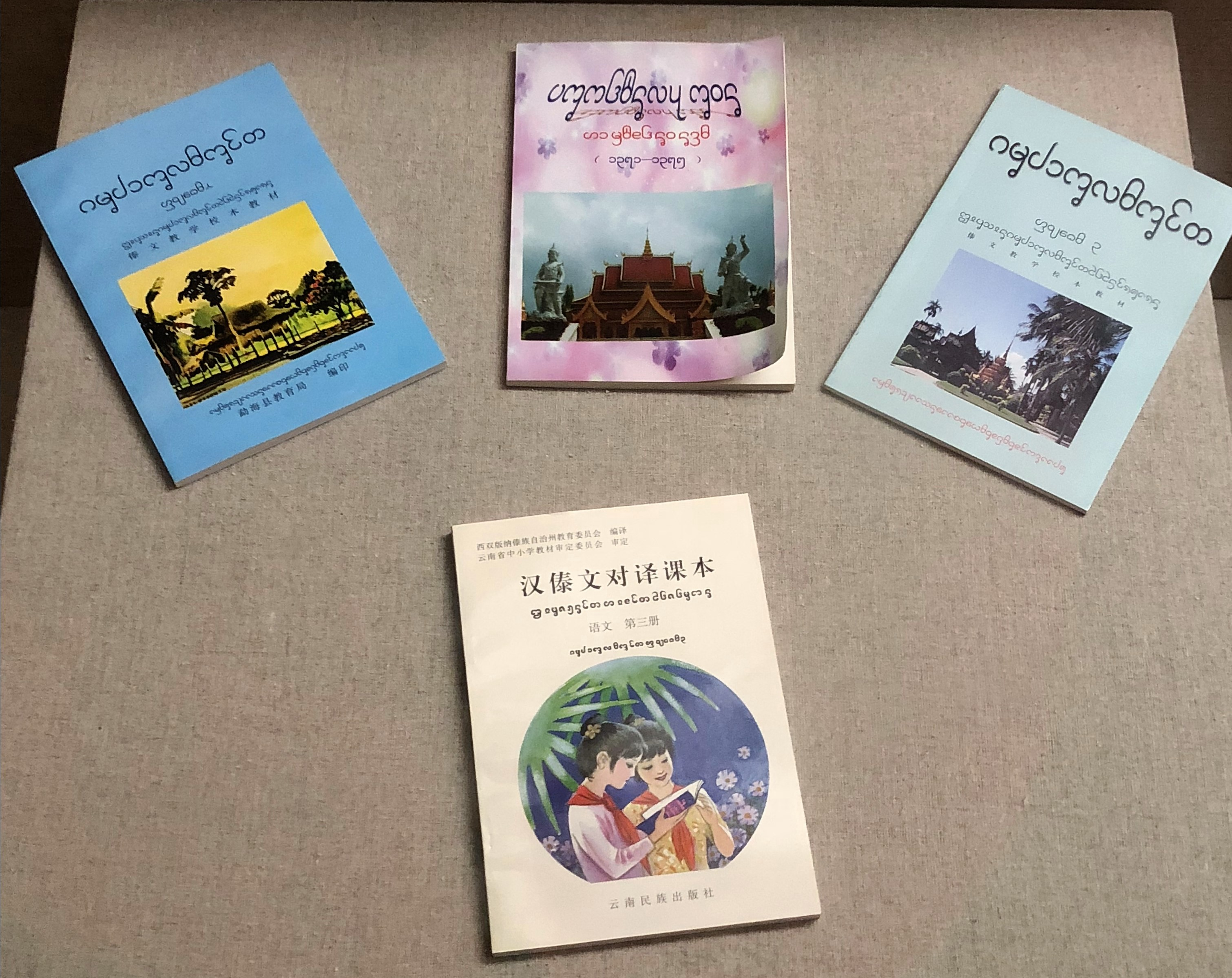
Книги на новом письме лы

Новое письмо лы является абугидой. Оно содержит знаки для согласных звуков, гласных звуков и тонов. Согласные, как и в ряде других письменностей для тайских языков, делятся на два тональных регистра («серии») — высокие и низкие (например ᦂ — /ka/ высокой серии, ᦅ — /ka/ низкой серии). В прошлом в языке лы согласные высокой и низкой серии имели разное фонетическое значение, но затем в результате конвергенции, они слились. На письме различные знаки для согласных высокой и низкой серий сохранены как средство маркировки тонов. Так как по умолчанию знаки для согласных обозначают их сочетание со звуком /a/, то для концевых неслоговых согласных к ним добавляется крючок снизу слева (например ᧅ — /k/). Гласные звуки, кроме /a/, обозначаются специальными знаками слева или справа от знака согласного, например ᦂᦲ — /kiː/, ᦵᦂ — /keː/, а случае со звуком /ɤ/ знак гласного «разрывается» и часть его стоит до знака согласно, а часть после (ᦵᦂᦲ — /kɤː/). Краткость гласного обозначается значком ᦰ после знака гласного (например, ᦂᦲᦰ — /kiʔ/).
Система обозначения 6 тонов языка лы описывается как «неадекватная». В незакрытых слогах для обозначения высокого (55), среднего восходящего (35) и среднего нисходящего (13) тонов используются знаки согласных высокой серии, а для обозначения высокого нисходящего (51), среднего (33) и низкого (11) тонов — знаки низкой серии. При этом после слога в случае с тонами 35 и 33 ставится знак ᧈ (например ᦂᧈ — /ka˧˥/, ᦅᧈ — /ka˧/), для тонов 13 и 11 — знак ᧉ (например ᦂᧉ — /ka˩˧/, ᦅᧉ — /ka˩/), а для тонов 55 и 51 никаких дополнительных знаков не используется (например ᦂ — /ka/, ᦅ — /ka˥˩/). В закрытых слогах знаки тонов не ставятся, а тон слога выясняется согласно орфографическим правилам.

## Знаки нового письма лы
| Высокая серия | ᦀ     | ᦂ    | ᦃ    | ᦄ    | ᦈ     | ᦉ    | ᦊ    | ᦎ    | ᦏ     | ᦐ     | ᦔ     |
| Низкая серия  | ᦁ     | ᦅ    | ᦆ    | ᦇ    | ᦋ     | ᦌ    | ᦍ    | ᦑ    | ᦒ     | ᦓ     | ᦗ     |
| МФА           | /ʔa/  | /ka/ | /xa/ | /ŋa/ | /t͡sa/ | /sa/ | /ja/ | /ta/ | /tʰa/ | /na/  | /pa/  |
| Высокая серия | ᦕ     | ᦖ    | ᦚ    | ᦛ    | ᦜ     | ᦡ    | ᦢ    | ᦠ    | ᦦ     | ᦧ     | ᦪ     |
| Низкая серия  | ᦘ     | ᦙ    | ᦝ    | ᦞ    | ᦟ     | ᦤ    | ᦥ    | ᦣ    | ᦨ     | ᦩ     | ᦫ     |
| МФА           | /pʰa/ | /ma/ | /fa/ | /wa/ | /la/  | /da/ | /ba/ | /ha/ | /kʷa/ | /xʷa/ | /sʷa/ |

| Буква | ᧅ   | ᧆ   | ᧇ   | ᧂ   | ᧃ   | ᧄ   | ᧁ   |
| МФА   | /k̚/ | /t̚/ | /p̚/ | /ŋ/ | /n/ | /m/ | /w/ |

| Краткие гласные | Краткие гласные | Долгие гласные | Долгие гласные | Дифтонги с /j/ | Дифтонги с /j/ |
| Буква           | МФА             | Буква          | МФА            | Буква          | МФА            |
| --------------- | --------------- | -------------- | -------------- | -------------- | -------------- |
| нет             | /a/             |                |                | ᦺ◌             | /aj/           |
| ◌ᦰ              | /aʔ/            | ◌ᦱ             | /aː/           | ◌ᦻ             | /aːj/          |
| ◌ᦲᦰ             | /iʔ/            | ◌ᦲ             | /i(ː)/         |                |                |
| ᦵ◌ᦰ             | /eʔ/            | ᦵ◌             | /e(ː)/         |                |                |
| ᦶ◌ᦰ             | /ɛʔ/            | ᦶ◌             | /ɛ(ː)/         |                |                |
| ◌ᦳ              | /u(ʔ)/          | ◌ᦴ             | /uː/           | ◌ᦼ             | /uj/           |
| ᦷ◌ᦰ             | /oʔ/            | ᦷ◌             | /o(ː)/         | ◌ᦽ             | /oj/           |
| ◌ᦸᦰ             | /ɔʔ/            | ◌ᦸ             | /ɔ(ː)/         | ◌ᦾ             | /ɔj/           |
| ◌ᦹᦰ             | /ɯʔ/            | ◌ᦹ             | /ɯ(ː)/         | ◌ᦿ             | /ɯj/           |
| ᦵ◌ᦲᦰ            | /ɤʔ/            | ᦵ◌ᦲ            | /ɤ(ː)/         | ᦵ◌ᧀ            | /ɤj/           |

### Обозначения тонов
Письменность имеет два знака обозначения тонов, которые пишутся в конце незакрытого слога: ᧈ и ᧉ. Так как согласные имеют две тональных серии, эти знаки позволяют выразить все шесть тонов лы:
|              | Высокая серия | Высокая серия      | Высокая серия     | Низкая серия       | Низкая серия | Низкая серия |
| ------------ | ------------- | ------------------ | ----------------- | ------------------ | ------------ | ------------ |
| Знак         |               | ᧈ                  | ᧉ                 |                    | ᧈ            | ᧉ            |
| С буквой /k/ | ᦂ             | ᦂᧈ                 | ᦂᧉ                | ᦅ                  | ᦅᧈ           | ᦅᧉ           |
| МФА          | /ka˥/         | /ka˧˥/             | /ka˩˧/            | /ka˥˩/             | /ka˧/        | /ka˩/        |
| Тон          | высокий       | средний восходящий | низкий восходящий | высокий нисходящий | средний      | низкий       |

### Лигатуры
В новом письме лы есть два знака-лигатуры. Знак ᧞ используется для записи слога /læʔ/, знак ᧟ — для /læw/.

### Цифры
В новом письме лы есть собственные знаки для записи цифр, заимствованные из письма ланна.
| 0 | 1   | 2 | 3 | 4 | 5 | 6 | 7 | 8 | 9 |
| - | --- | - | - | - | - | - | - | - | - |
| ᧐ | ᧑/᧚ | ᧒ | ᧓ | ᧔ | ᧕ | ᧖ | ᧗ | ᧘ | ᧙ |

Знак ᧚ для цифры один используется когда знак ᧑ может быть перепутан со знаком для гласного ᦱ (/aː/).

## Юникод
Письмо было включено в Юникод с выходом версии 4.1 в марте 2005 года. Выделенный для нового письма лы диапазон — U+1980—U+19DF:
| Новое письмо лы[1][2] Официальная таблица символов Консорциума Юникода (PDF)                               |   |   |   |   |   |   |   |   |   |   |   |   |   |   |   |   |
| | 0 | 1 | 2 | 3 | 4 | 5 | 6 | 7 | 8 | 9 | A | B | C | D | E | F |
| U+198x | ᦀ | ᦁ | ᦂ | ᦃ | ᦄ | ᦅ | ᦆ | ᦇ | ᦈ | ᦉ | ᦊ | ᦋ | ᦌ | ᦍ | ᦎ | ᦏ |
| U+199x | ᦐ | ᦑ | ᦒ | ᦓ | ᦔ | ᦕ | ᦖ | ᦗ | ᦘ | ᦙ | ᦚ | ᦛ | ᦜ | ᦝ | ᦞ | ᦟ |
| U+19Ax | ᦠ | ᦡ | ᦢ | ᦣ | ᦤ | ᦥ | ᦦ | ᦧ | ᦨ | ᦩ | ᦪ | ᦫ |   |   |   |   |
| U+19Bx | ᦰ | ᦱ | ᦲ | ᦳ | ᦴ | ᦵ | ᦶ | ᦷ | ᦸ | ᦹ | ᦺ | ᦻ | ᦼ | ᦽ | ᦾ | ᦿ |
| U+19Cx | ᧀ | ᧁ | ᧂ | ᧃ | ᧄ | ᧅ | ᧆ | ᧇ | ᧈ | ᧉ |   |   |   |   |   |   |
| U+19Dx | ᧐ | ᧑ | ᧒ | ᧓ | ᧔ | ᧕ | ᧖ | ᧗ | ᧘ | ᧙ | ᧚ |   |   |   | ᧞ | ᧟ |
| Примечания 1.^ По состоянию на версию 15.0. 2.^ Серые клетки обозначают зарезервированные кодовые позиции. |   |   |   |   |   |   |   |   |   |   |   |   |   |   |   |   |